# Couvent des Jacobins de Nantes
Pour les articles homonymes, voir Couvent des Jacobins.
L'ancien couvent des Jacobins de Nantes, en France, construit au XIIIe siècle et modifié jusqu'au XVIIIe siècle, dont il ne reste qu'un bâtiment appelé « l'Hostellerie des Jacobins », était situé dans le centre-ville, à proximité du château des ducs de Bretagne.

## Situation
Le couvent a été implanté dans une zone comprise entre la « rue des Bonnes-Sœurs » (devenue rue de l'Union) au nord, les douves du château à l'est (englobant l'actuelle de rue des États et des douves actuelles), le rempart du XIIIe siècle (le long de l'actuelle allée du Port-Maillard) au sud, et les actuelles place des Jacobins, rue Paul-Dubois, rue Lambert et impasse Joseph-Peignon (anciennement « impasse Dubois » ou « passage Dubois ») à l'ouest.
Le choix du site répond à des critères classiques dans les implantations de couvents des ordres mendiants de la même époque : la proximité de centres d'activité économique importants (Bouffay, Port-Maillard), d'éléments militaires défensifs (muraille médiévale le long du quai du Port-Maillard, et utilisation d'une portion de l'Enceinte gallo-romaine de Nantes pour la construction, peut-être le mur de refend entre le chœur et la nef), et le centre politique (le château des ducs de Bretagne, bien que la présence d'un château soit considéré comme un élément négatif[pas clair]).

## Histoire

### Fondation
Les ordres mendiants, dont celui des Jacobins (ou dominicains), apparaissent au XIIIe siècle et connaissent un rapide succès, dû notamment à deux de leurs principes : la fréquentation de la population (et non l'isolement dans leur cloître), et leur vœu de pauvreté.
Un couvent des Jacobins est installé à Nantes après 1228, à l'est de la place du Bouffay. Traditionnellement, la fondation en est attribuée à André III de Vitré, qui aurait agi pour satisfaire un vœu de la duchesse Alix de Thouars (1201-1221), influencée par saint Dominique, fondateur de l'ordre des Frères prêcheurs, venu résoudre, en 1217, un conflit entre Pierre Mauclerc et l'évêque de Nantes. Vers 1230, un premier groupe de dominicains est envoyé dans la ville, à l'initiative du premier maître de l'Ordre et successeur de saint Dominique, Jourdain de Saxe. André de Vitré cède aux religieux un hôtel particulier, situé près de l'église Sainte-Radegonde (détruite depuis, celle-ci était située sur l'actuelle place Marc-Elder, devant le château), ainsi qu'une terre près de Blain. Cette donation est réalisée en 1247 ; Dubuisson-Aubenay certifie avoir lu le manuscrit de fondation de l'établissement qui aurait été daté de 1247, ce qui correspond à la donation des terres de Blain. Les revenus de cette terre, ainsi que des donations de seigneurs féodaux, dont le duc de Bretagne, permettent au Jacobins de construire de nouveaux bâtiment pour leur couvent. La donation d'André de Vitré comprend une parcelle couvrant l'actuelle rue des États et une portion de l'actuelle douve située devant la tour des Jacobins du château. Sur cette parcelle était installé le cimetière du couvent.

### Fin du Moyen Âge
La congrégation reçoit par donation les bâtiments de l'« ancienne monnaie » en 1357, acte confirmé en 1365 par Jean IV de Bretagne. Il leur octroie également le terrain situé entre l'enceinte gallo-romaine et l'enceinte médiévale, ce qui permet aux religieux d'étendre leurs jardins et de construire de nouvelles parties de bâtiments.
Le couvent et son église sont détruits par un incendie le 10 avril 1410. Une nouvelle église est achevée en 1413, sans la façade. L'édifice est consacré par l'évêque Henri IV le Barbu en décembre de la même année, puis par Jean de Malestroit le 16 septembre 1441.
La duchesse Anne de Bretagne, en 1499, procède à l'échange du terrain de l'hôpital de Notre-Dame de Pitié, le long du port Briand-Maillard, contre une parcelle permettant l'élargissement des douves du château, qui atteignent alors leur délimitation ouest actuelle. Après cette modification, les Jacobins occupent toujours l'emplacement de l'actuelle rue des États. Au début du XVIe siècle, ils agrandissent leur établissement vers le sud, jusqu'à la muraille le long du Port-Maillard. Ils obtiennent également un droit de propriété sur la ruelle au nord de l'église, aujourd'hui rue de l'Union.

### Époque moderne
Le couvent contenait une grande salle. Comme cela se faisait au couvent des Cordeliers, les Jacobins y accueillent des assemblées des pouvoirs publics : le conseil de ville en 1493, le présidial, les États de Bretagne, notamment en 1572 et 1651.
En 1653, l'établissement cède à la ville une parcelle au nord-ouest du couvent, pour permettre la création de la « place du Port-Maillard », renommée par la suite place des Jacobins. C'est sur cette petite esplanade à l'ouest de l'église que donne la façade, qui n'est achevée qu'en 1688.
Au cours du XVIIIe siècle, le couvent fait face à des difficultés financières, et est touché par les inondations de 1711 et 1783. Entre 1742 et 1748, la ville loue une salle du couvent pour permettre au présidial d'y siéger, le château du Bouffay étant devenu trop vétuste. De la même manière, le couvent est le lieu de réunion de corporations tout au long du XVIIIIe siècle : les barbiers, les chapeliers, les cordiers, les fripiers, les maréchaux-ferrants, les menuisiers et les taillandiers.
En 1759, la municipalité impose l'expropriation et la destruction des constructions sur la contrescarpe le long des douves. Les religieux reçoivent en compensation un terrain vague le long du Port-Maillard, sur lequel ils font construire un bâtiment conçu en 1761 par l'architecte Jean-Baptiste Ceineray ; c'est selon ce modèle que seront construits les immeubles le long du quai du Port-Maillard. Les bâtiments conventuels situés à l'est sont alignés sur le chevet de l'église, en 1761-1762.
Les États de Bretagne se réunissent dans la grande salle des Jacobins le 1er octobre 1764, et des réjouissances ont lieu à cette occasion, jusqu'au 28 octobre. C'est cet événement qui est à l'origine de la dénomination de la rue des États, dont le percement est entamé après l'expropriation de 1759. Cette voie n'est percée qu'en 1790.

### Démantèlement
Le couvent est démantelé au cours du XIXe siècle. Sous la Révolution, les religieux sont expulsés. Le cadastre de 1835 présente l'ancien couvent traversé par une nouvelle voie, la « rue Paul-Dubois », et morcelé, vendu à des particuliers.
Entre juin 1790 et janvier 1791, le conseil du département de Loire-Inférieure nouvellement créé se tient dans la grande salle des Jacobins. Pierre Coustard de Massy y préside la première séance, le 14 juin 1790. Le conseil déménage pour la chambre des comptes. C'est alors la garde nationale qui s'installe dans la salle des Jacobins, vainement réclamée par le club du Port-Communeau.
L'église des Jacobins, désaffectée ou utilisée à d'autres fins depuis la Révolution est coupée en deux, en 1868, lors du percement de la rue de Strasbourg. La façade de l'édifice donnant sur la place des Jacobins est démolie en 1898, tandis que les derniers vestiges, notamment le chevet, ne sont détruits qu'en 1904. C'est à cette occasion qu'est découvert, le 1er mars 1904, le cercueil en plomb contenant les restes de Françoise de Dinan.
L'hostellerie des Jacobins sert d'entrepôt pour les ateliers municipaux, notamment pour stocker du mobilier obsolète. La « commune libre du Bouffay » découvre le lieu, et, après quelques aménagements, s'y installe, le 8 octobre 1979. L'état de la toiture entraîne des infiltrations d'eau qui provoquent par la suite des dégâts importants. Le bâtiment est alors évacué, et reste inoccupé de 2002 à 2010.
Nantes Métropole, dans le cadre d'une opération baptisée « Programme local de l'habitat », fait rénover l'hôtellerie, pour en faire un immeuble d'habitation à destination de personnes à revenus modestes.

## Architecture

### Église
L'église bâtie en 1413, de forme globalement rectangulaire, mesurait à peu près 57 m de long et 14 m de large, les murs latéraux s'élevant jusqu'à 19 m, et la hauteur du plus haut point du toit est estimé à 25 m, ce qui en fait un édifice plutôt grand parmi l'ensemble des couvents de la France du nord. Son plan était pourtant caractérisé par sa simplicité. Le bâtiment était construit en lames de schiste, le toit couvert de tuiles.
Le bâtiment était doté à l'est d'un chevet plat entre deux contreforts massifs donnant sur l'actuelle rue des États, face au château,. Ce chevet présentait une grande baie à nervures de pierre, de style gothique, qui éclairait le chœur. Les vitraux colorés, qui présentaient les armoiries de la famille de Vitré-Laval, ont disparu lors de la Révolution.
La façade, à l'ouest, donnant sur la place des Jacobins, était faite sur le même modèle que celles, contemporaines, de la chapelle de l'Oratoire (1665), inchangée depuis sa construction, et de l'église Sainte-Croix (1685) avant l'édification du beffroi.
La nef était formée d'un vaisseau unique. L'édifice ne présente pas de collatéral. Un mur de refend sépare la nef du chœur, et deux colonnes laissent à penser qu'un portique ou un vestibule existait au niveau de l'entrée ouest.
Le toit était supporté par une charpente en bois, dont les fermes épousaient la forme de l'ogive du chevet. Cette charpente pouvait être observée depuis le sol (les aisseliers étaient visibles). L'église possédait probablement un clocher : s'il ne figure pas sur les représentations et photographies du XIXe siècle, il apparaît sur un plan scénographique de la ville datant de 1650.
Des chapelles étaient construites latéralement. Les plus anciennes étaient situées à l'extrémité ouest : au sud, la chapelle de la de Charette, et au nord la chapelle du Saint-Sépulcre, ont été construites avant le XVIIe siècle ; la seconde a servi de repère d'alignement pour les chapelles ultérieures.

### Cloître
Le cloître était bordé au nord par l'église, et entouré sur les autres côtés par les bâtiments conventuels, dans lesquels se trouvait la « grande salle de réunions », de 24 mètres de long sur 5 mètres de large. L'entrée du monastère se trouvait en face de la « rue Brandouil » ou « ruelle des Jacobins », l'actuelle rue Lambert.

### Bâtiment conventuels, jardins, cimetière
La concentration des bâtiments autour du cloître n'est certaine qu'après le XVIIe siècle. Le couvent nantais semble avoir respecté la simplicité architecturale, qui est une des règles de l'ordre. Pourtant, les éléments de décoration de l'église, a priori prohibés, ne permettent pas d'écarter des écarts à la règle sur d'autres parties du couvent. Les sources sont rares et tardives, et la connaissance des bâtiments est limitée.
Le cimetière était assez important ; implanté à l'est de l'établissement, il a été réduit vers 1499, puis vers 1760, à mesure que les douves du château et la contrescarpe furent aménagées .
Les jardins, élément constitutif des couvents, occupaient, au sud-est du cloître, un espace important, et qui a conservé son utilisation le moment de son acquisition.

### Bâtiments d'exclusion
L'infirmerie et l'hostellerie sont dits « bâtiments d'exclusion ». Ils sont séparés du cloître. Pourtant, les deux connaissent un sort différent. L'infirmerie faisait partie d'une aile adjacente jusqu'au début du XVIIIe siècle, puis est ensuite intégrée à l'ensemble du carré claustral. Elle connaît le sort de l'ensemble de l'établissement et disparaît au XIXe siècle. En revanche, l'« hostellerie des Jacobins », dans l'actuelle impasse Joseph-Peignon, séparée des autres bâtiments pour permettre l'accueil de personnes externes tout en respectant les règles de vie conventuelles, est restée distincte des autres bâtiments du couvent : c'est le seul édifice subsistant de nos jours.

## Personnalités inhumées dans l'établissement
La niche funéraire d'Isabelle de Bretagne (1411-1443), fille de Jean V de Bretagne et première épouse de Guy XIV de Laval, se situait dans le chœur, tandis que l'enfeu de Françoise de Dinan (1406-1499) et de son fils aîné, Pierre de Laval (seigneur de Montafilant), mort en 1475, se trouvait dans une des chapelles. Le chœur abritait également la sépulture du sieur de Lussan, gouverneur de la ville de Nantes et de son château, inhumé le 23 février 1600. Jean Bernard, seigneur de la Turmelière, fait construire une chapelle par l'architecte Guillaume Béliard (qui a réalisé le jubé du couvent des Carmes) en 1627 pour accueillir l'enfeu de sa famille.

## Toponymes
L'établissement religieux a influencé l'odonymie locale. De cette influence, il ne reste que le nom de la place des Jacobins. Jusqu'à la Révolution, il donnait son nom à la « rue des Jacobins » (ou « basse rue des Jacobins », actuelle rue de l'Emery), la « haute rue des Jacobins » (au nord de la place des Jacobins ; devenue « rue Jussieu », elle est supprimée en 1868 lors du percement de la rue de Strasbourg), et la « ruelle des Jacobins » (« rue Brandouil » puis rue Lambert et rue Paul-Dubois).
Le couvent a également inspiré le nom d'une des tours du château des ducs de Bretagne, la « tour des Jacobins » (parfois appelée « tour des Anglais »).

## Vestiges
Sur le site du couvent, il ne reste que l'hostellerie, située entre l'impasse Joseph-Peignon, la rue Paul-Dubois et la rue Lambert. À l'angle est de la jonction entre la rue Paul-Dubois et la place des Jacobins, une base de pilier de la façade de l'ancienne existe subsiste. Dans les caves bordant le sud de l'ancienne parcelle de l'église, des murs de schiste ont été examinés ; il pourrait s'agir de parois d'anciennes chapelles, notamment celle située derrière la sacristie.
Le musée Dobrée possède des sablières sculptées provenant de l'ancienne église. Elles mesurent 5,40 m et 3 m, et portent des traces de peinture. La plus longue porte deux écussons, celui de la Bretagne française et celui de la Bretagne indépendante.
Les ossements de Françoise de Dinan ont été transférés dans la cathédrale de Nantes, où une plaque a été scellée.

## Iconographie
Il n'existe pas de représentation du couvent autres que celles figurant sur les plans d'ensemble : plan scénographique de 1650 ; plan de Nicolas Portail (1739) ; plan de François Cacault (1757) ; plan de François-Léonard Seheult et Julien-François Douillard (1790).
L'église a en revanche été dessinée à l'occasion de la tenue des États de Bretagne en 1764, puis par Hawke vers 1810, et a également été photographiée, notamment avant sa destruction finale au début du XXe siècle.